# Helium-Atom-Streuung
Helium-Atom-Streuung (HAS) (auch Heliumatomstrahlstreuung) ist eine Charakterisierungsmethode für Oberflächen (Oberflächenphysik). Sie kann zur Untersuchung der Oberfläche von kristallinen Substraten im Ultra-Hoch-Vakuum (UHV) eingesetzt werden. Dabei wird ein Heliumgasstrahl an der periodischen Oberfläche der Einkristalle gebeugt. Aus der Form der so bestimmten „Beugung-Peaks“ lassen sich die Qualität der Oberfläche sowie die mittlere Terrassenbreite und auch die mittlere Terrassenhöhe ermitteln. Weiterhin können mit Hilfe von HAS Gitterkonstanten, Desorptionsenergien und Phononen untersucht werden.

## Apparativer Aufbau
In einer Heliumatomstreuungsapparatur wird hochreines Helium (99,9999 %) bei hohem Druck von mindestens 50 bar durch eine Düse von 10 μm Durchmesser in ein Vakuum expandiert. Da der He-He-Streuquerschnitt groß ist, kommt es bei der Expansion zu einer Vielzahl an Stößen, an deren Ende ein monoenergetischer Heliumstrahl mit einer Energiebreite von weniger als 2 % steht. Die Energie dieses Strahles kann über die Temperatur der Düse von 20 meV bis zu 60 meV variiert werden. Der so erzeugte Heliumstrahl wird in der Analysekammer am Kristall gebeugt. Der gebeugte Heliumstrahl gelangt durch eine Laufstrecke in den Detektor, wo ein Massenspektrometer einen kleinen Teil der Heliumatome ionisiert und detektiert.

## Prinzip der Helium-Atom-Streuung
Zur Reflexion der Heliumatome von der Oberfläche kommt es durch Pauli-Repulsion. Das Helium-Oberflächen-Wechselwirkungspotential kann mit einem stark abstoßenden und einem vernachlässigbaren, weitreichenden, attraktiven Anteil (van der Waals-Wechselwirkungen) beschrieben werden. Das resultierende Gesamtwechselwirkungspotential hat sein Minimum bei einem Abstand von 4 Å (400 pm) und besitzt typische Topftiefen von 10 meV. Damit kann in erster Näherung das Potential vereinfacht als eine harte Wand mit periodischer Korrugation angesehen werden. An dieser Wand werden Heliumatome gestreut.
Eine Besonderheit der Helium-Streuung ist der große Streuquerschnitt der Heliumatome mit einzelnen Adatomen sowie 1D- und 2D-Defekten. Die Streuquerschnitte der Heliumatome gehen weit (etwa 100 Å²) über die Ausdehnung der Defekte hinaus. Nur Stellen, an denen die Oberfläche defektfrei ist, stellen für die Heliumatome eine periodische Struktur dar, an denen sie gebeugt werden können. Heliumatome, die auf Fehlstellen oder Adatome treffen, werden diffus gestreut und tragen nicht zur Intensität der Beugungsreflexe bei.

## Betriebsarten
Eine Heliumstrahlapparatur wird üblicherweise in vier Betriebsarten genutzt.
1. Winkelverteilung: Bei der Winkelverteilung wird bei konstanter Kristalltemperatur und konstanter Strahlenergie der Kristall um den Polarwinkel gedreht. Schließlich wird in Abhängigkeit vom Polarwinkel die Intensität aufgetragen, was einem eindimensionalen Beugungsbild entspricht. Durch Drehung des Kristalles entlang des Azimuts können auch die anderen Hochsymmetrierichtungen des untersuchten Kristalles bestimmt werden.
2. He-TDS: Bei der Helium-Thermischen Desorptionsspektroskopie wird die He-Reflektivität einer Oberfläche in Abhängigkeit von ihrer Temperatur untersucht. Dazu wird bei konstantem Winkel (üblicherweise dem Beugungsreflex nullter Ordnung) und konstanter Strahlenergie die Temperatur des Kristalles erhöht. Verändert sich die Oberfläche etwa durch Desorption von Adsorbaten, verändert sich auch die He-Reflektivität. Da HAS Defekte ausblendet, können so Desorptionsenergien von Adsorbaten, die auf den perfekten Teilen des Kristalls adsorbiert sind, bestimmt werden.
3. Driftsspektren: Hierbei wird die He-Reflektivität in Abhängigkeit von der Strahlenergie bestimmt. Sowohl die Kristalltemperatur als auch der Polarwinkel werden konstant gehalten.
4. TOF: Bei Flugzeitspektren (engl. time of flight) wird bei konstantem Winkel, konstanter Kristalltemperatur und konstanter Düsentemperatur der Strahl gepulst, so dass die Flugzeit und somit auch die kinetische Energie der Heliumatome bestimmt werden kann. Eine Auftragung der kinetischen Energie gegen die Intensität erzeugt ein Flugzeitspektrum. Aus einer Reihe von Flugzeitspektren, die bei unterschiedlichen Strahlenergien gemessen wurden, lassen sich Dispersionskurven bestimmen.

## Vorteile der Helium-Atom-Streuung
HAS eignet sich in besonderer Weise zur Untersuchung der Oberfläche von kristallinen Halbleitern und Isolatoren, da ein Strahl ungeladener Heliumatome gebeugt wird und so Aufladungseffekte vermieden werden. Weiterhin hat ein Heliumstrahl mit einer Wellenlänge in der Größenordnung von Gitterkonstanten eine sehr geringe Energie von 20 bis 60 meV. Damit ist die Energie im Vergleich zur Energie der LEED-Elektronen (70 bis 250 eV) so gering, dass die Heliumstreuung absolut zerstörungsfrei ist und somit auch schwach gebundene Adsorbate untersucht werden können. Weiterhin ist HAS die oberflächenempfindlichste Charakterisierungsmethode, da die Heliumatome des Strahles schon vor der Oberfläche reflektiert werden und in erster Näherung dabei keine elektronische Anregung erfahren.

## Nachteile der Helium-Atom-Streuung
Nachteilig an der Helium-Atom-Streuung ist, dass zur Aufrechterhaltung des UHVs eine enorme Pumpleistung benötigt wird. Üblicherweise besteht eine Heliumstreuapparatur aus etwa 20 Pumpstufen.
Schließlich ist die Methode auf die Untersuchung von entweder kleinen oder starren Adsorbaten beschränkt, da Heliumatome entsprechend der Debye-Waller-Interpretation von weichen Oberflächen leicht inelastisch reflektiert werden.